# Pyrinia oroyata
Pyrinia oroyata är en fjärilsart som beskrevs av Charles Oberthür 1912. Pyrinia oroyata ingår i släktet Pyrinia och familjen mätare. Inga underarter finns listade.